# Kerrang!
Kerrang! é uma revista britânica dedicada ao rock, publicada pela Bauer Media Group. Foi publicada pela primeira vez em 6 de junho de 1981 como um suplemento da revista Sounds. Nomeada pela palavra que deriva do som feito durante a reprodução de um "powerchord" de guitarra, a Kerrang! foi inicialmente dedicada ao New Wave e depois ao hard rock.

## História
Durante a década de 1980 e início de 1990, a revista colocou Thrash Metal e Glam Metal na capa (como Mötley Crüe, Slayer, Bon Jovi, Metallica, Poison, e Venom), mas depois descartou esses artistas quando o Nirvana chegou à fama. Leitores criticam a revista para repetir este processo toda vez que uma nova tendência musical se torna popular.
A Popularidade da Kerrang! ressuscitou com a contratação do editor Paul Rees em 2000, quando o gênero nu metal, com bandas como Limp Bizkit e Slipknot foram se tornando mais populares. Rees passou a editar a revista Q e Ashley Bird' assumiu como editora de 2003 a 2005. Contudo, as vendas da revista passaram rapidamente ao declínio em 2003 e Paul Brannigan assumiu como editor em maio de 2005.
Com o surgimento dos emos e do metalcore, Kerrang! Começou a fortemente apresentar essa tendência musical. No entanto, a renovação não foi bem recebida por todos os leitores e muitas reclamações foram recebidas.
Em 2008 a EMAP vendeu a Kerrang! para sua atual proprietária, a Bauer Media Group. Brenningan saiu da revista e em 2009 Nichola Browne foi nomeado editor. Ela deixou o cargo em abril de 2011, James McMahon foi nomeado editor em 6 de junho de 2011.
Em 2013, na edição #1471 da revista, o álbum Fashionably Late de Falling in Reverse foi o primeiro a sair sem uma classificação. A revisão do álbum apenas indicava "Fuck Knows" citando-o como o álbum mais louco do ano e que você não vai ouvir nada parecido com isso.